# André Mandouze

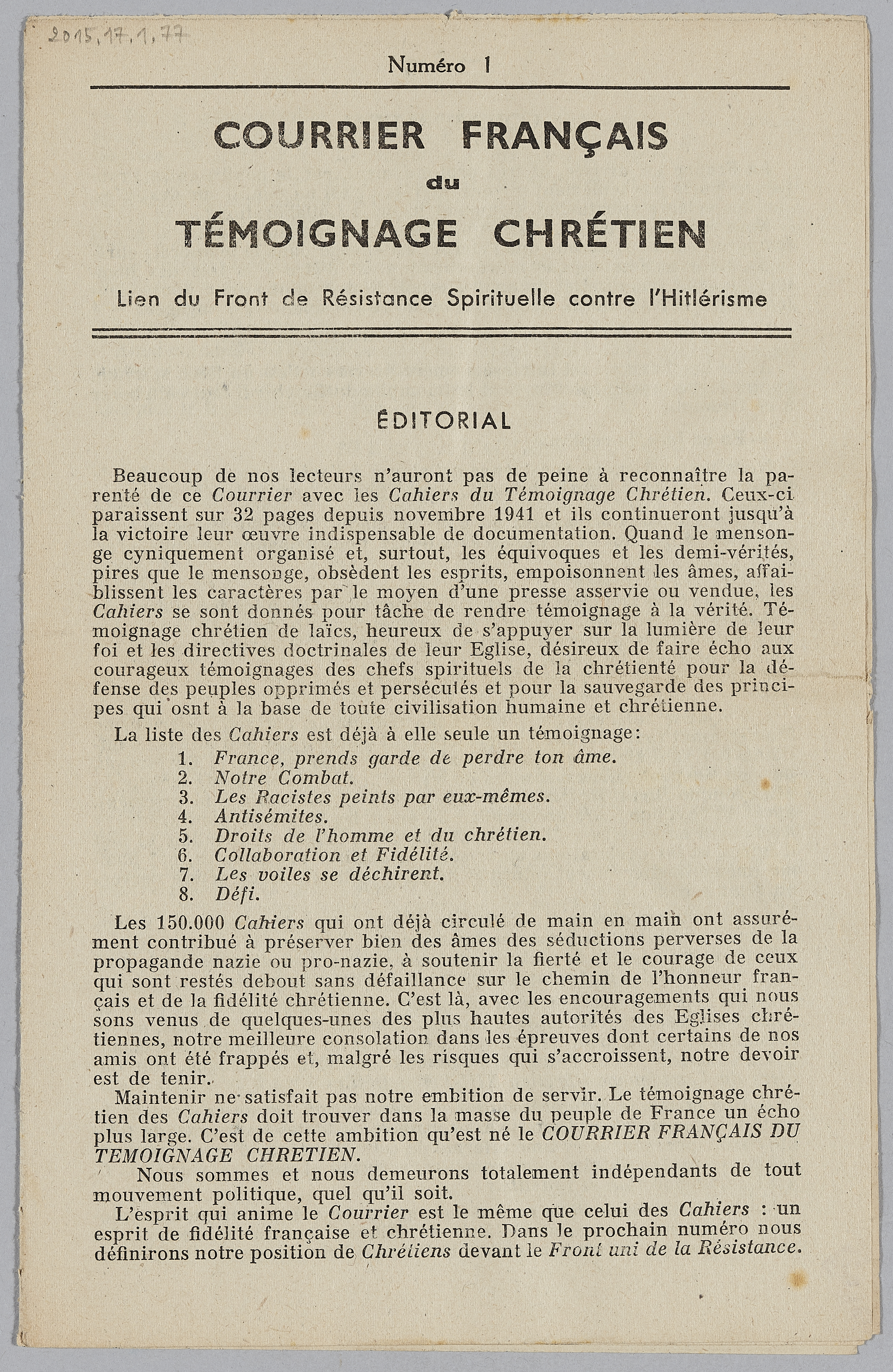
L'éditorial d'André Mandouze dans le numéro 1 du Courrier français du témoignage chrétien en 1942.

André Mandouze, né à Bordeaux le 10 juin 1916 et mort à Porto-Vecchio (Corse-du-Sud) le 5 juin 2006, est un latiniste, historien et universitaire français. Il fait une carrière de professeur d'université et est connu pour ses engagements durant la Seconde Guerre mondiale et en Algérie.

## Biographie
André Mandouze passe son enfance à Bordeaux et son baccalauréat au lycée Lonchamps, notamment aux côtés de son ami André Clavé, qu'il retrouvera tout au long de leurs combats communs (influence de leur professeur d'anglais, Pierre Chamaillard).
Ancien élève de l'École normale supérieure (promotion 1937), il obtient l'agrégation de lettres classiques  en 1939.
De 1941 à 1944, sous l'Occupation, André Mandouze participe à divers réseaux clandestins, civils et militaires de la résistance française, noue des réseaux d'amitié judéo-chrétienne. Alors qu'il est assistant à la faculté des lettres de Lyon, figurent parmi les étudiants, Jean-Marie Domenach et Gilbert Dru, avec lesquels il anime, à partir de juin 1941, les Cahiers de notre jeunesse. Il se lie au dominicain Jean-Augustin Maydieu, l'un des fondateurs de l'hebdomadaire chrétien Sept (fermé par les dominicains, en 1937, sur ordre du Vatican), ainsi qu'au jésuite Pierre Chaillet, fondateur des Cahiers du Témoignage chrétien dont il rédige le numéro de juin 1943. De 1944 à fin 1945, il est rédacteur en chef de Témoignage chrétien.
En 1946, il est nommé professeur de latin à la Faculté des lettres d'Alger. L'Algérie est pour lui la terre natale de saint Augustin, auquel il consacrera sa thèse de doctorat d'État (Sorbonne). Proche du cardinal Duval, archevêque d'Alger, il milite pour l'indépendance de l'Algérie. Dès 1947, il dénonce le « mythe des trois départements français ». En 1950, il dirige Consciences algériennes, revue contre la colonisation, pour une Algérie libre, démocratique et sociale. Il s'engage activement auprès du FLN. Il est arrêté en novembre 1955 avec d'autres militants pro-FLN, mais avec le soutien médiatique de Robert Barrat, François Mauriac et Jean-Marie Domenach, les inculpés sont rapidement relâchés. En 1956, dans Consciences maghribines qu'il dirige aussi, il publie les premiers tracts du FLN. Devenu l'une des bêtes noires du gouvernement de Guy Mollet, (négociations et contacts avec les chefs du FLN sur demande officielle de Pierre Mendès France), le ministère est contraint de le rappeler en France. (menaces de mort, cours empêchés).
Démission de Mendès-France, retournement de situation: perquisition chez André Mandouze et mise en prison à la Santé à Paris (novembre et décembre 1956, 40 jours) pour "soutien à la rébellion". Il est libéré à la Noël grâce à une vigoureuse campagne d'opinion.. Muté à la Faculté de Strasbourg, il reprend son enseignement le 1er avril 1956.
Avec d'autres intellectuels catholiques comme François Mauriac, Louis Massignon, Henri Guillemin, Henri-Irénée Marrou (son maître en augustinisme), Pierre-Henri Simon, il s'élève contre la torture, dans Esprit, Le Monde, France-Observateur, l'Express, Témoignage chrétien.
Signataire du Manifeste des 121 au cours de l'été 1960, titré «Déclaration sur le droit à l’insoumission dans la guerre d’Algérie», l'Algérie lui sera reconnaissante de cette fidélité sans faille.
En 1961, la Révolution Algérienne par les Textes, publié par François Maspéro, saisie aussitôt, pour reparaitre très vite, est reconnue par le FLN pour "reconstituer l'image que la République Algérienne se fait d'elle-même". Indépendance de l'Algérie le 5 juillet 1962.
En 1963, Ahmed Ben Bella appelle André Mandouze à devenir le premier directeur de l'Enseignement Supérieur de l'Algérie indépendante. Ce dernier  entreprend de réorganiser l'université algérienne. Avec l'arrivée de Houari Boumédiène au pouvoir, il se trouve très vite dans l'impossibilité de poursuivre techniquement sa tâche…"je vous prie, Monsieur le Président, de m'accorder enfin une entrevue pour recevoir de vive voix ma démission". André Mandouze démissionne pour retrouver son poste de professeur à l'Université d'Alger (1964-1968).
En 1968, il est nommé professeur à la Sorbonne.
Il retournera régulièrement en Algérie, notamment en 1970 pour une soirée commémorative — à laquelle assistaient également les poètes Philippe Soupault et Jean Sénac — et en avril 2001 pour diriger avec le président Abdelaziz Bouteflika, un colloque international sur saint Augustin, qui, pour lui, symbolise le lien entre africanité et universalité. "....En somme, c'est l'Algérie d'Augustin qui a eu le dernier mot". En 2008, à la suite de la donation à l'Algérie de sa bibliothèque de patristique, un fonds André Mandouze est créé au centre d'Etudes Diocésain des Glycines.
De 1937 à 1968, date de sa soutenance de thèse (saint Augustin. L'aventure de la raison et de la grâce) et de sa nomination à la Sorbonne - et jusqu'à ses Mémoires (1998 - 2003), André Mandouze, sollicité par l'urgence des évènements, n'a cessé de se lancer dans des combats tant idéologiques que théologiques. Et jusqu'en 2006, après la Résistance et la guerre d'Algérie, il n'a cessé de poursuivre en citoyen libre et responsable son combat civique, religieux et politique.
En 2003, André Mandouze entreprend pour Gérard Depardieu, son "dernier élève" une nouvelle traduction de textes de saint Augustin, qui seront lus par les deux protagonistes à Notre-Dame de Paris . C'est encore Augustin qui aura eu le dernier mot.

## Décoration
- Médaille de la Résistance française (24 avril 1946)[5]

## Principales publications
- Présentation : La révolution algérienne par les textes, Paris, Maspero, 1961, 171 p.
- Intelligence et sainteté dans l'ancienne tradition chrétienne, Paris, Le Cerf, 1962, 114 p.
- Saint Augustin. L'aventure de la raison et de la grâce, Paris, Études Augustiniennes, 1968, 798 p.
- Direction : Deux mille ans de christianisme, Société d'Histoire chrétienne, 10 vol., 1975.
- Histoire des saints et de la sainteté chrétienne, Paris, Hachette, 1986-1988.
- Prosopographie chrétienne du Bas-Empire. Tome I : L'Afrique (303-533), Paris, CNRS, 1998, 1323 p.
- Mémoires d'outre-siècle : 1. D'une Résistance à l'autre, Paris, Viviane Hamy, 1998.
- Mémoires d'outre-siècle : 2. À gauche toute, bon dieu !, Paris, Le Cerf, 2003, 497 p.  (ISBN 978-2204070904)
- Un chrétien dans son siècle. De Résistance en résistances, Paris, Karthala, 2007, 376 p,  (ISBN 978-2845869523).
- Avec et pour Augustin, Paris, Le Cerf, 2013, 608 p.